# Jefferson Baiano
Jefferson Baiano (sinh ngày 10 tháng 5 năm 1995) là một cầu thủ bóng đá người Brasil chơi ở vị trí tiền đạo.

## Sự nghiệp câu lạc bộ
Đầu năm 2022, anh bắt đầu chơi cho Hoàng Anh Gia Lai và đã để lại ấn tượng tại Cúp Hoàng đế Quang Trung.